# Судова стоматологія
Судова стоматологія вживає знання стоматології до тих кримінальних та цивільних законів, дотримання яких забезпечується поліцейськими органами в системі кримінального правосуддя. Судові стоматологи беруть участь у наданні допомоги слідчим органам в ідентифікації поновлених людських решток в додаток до ідентифікації цілих тіл чи їх частин; також судові стоматологи можуть брати участь у визначенні віку, раси, роду занять, попередньої стоматологічної історії та соціально-економічного статусу невпізнаної людини. Ідентифікація здійснюється шляхом порівняння прижиттєвих та посмертних стоматологічних записів та шляхом використання унікальних особливостей, видимих на стоматологічних рентгенівських знімках.
Судова стоматологія чи судова одонтологія повинна належно застосовуватися для огляду та оцінки судових доказів, які потім будуть представлені в інтересах правосуддя. Доказами, які можуть бути отримані з зубів, є вік (у дітей) й упізнавання людини, якій належать ці зуби. Це робиться за допомогою стоматологічних записів, включаючи рентгенівські знімки, передсмертні та посмертні фотографії та ДНК. Судова одонтологія походить з латинської мови і означає форум, де обговорюються правові питання.
Іншим типом доказів є сліди укусів, залишених або на жертві (тим, хто нападав), на порушнику (отримані від жертви нападу), або на об'єкті, знайденому на місці злочину. Сліди укусів часто знаходять у дітей, які зазнають жорстокого поводження.
Мало того, що вік людини може бути визначений шляхом оцінки моделей прорізання зубів і зносу зубів, недавні дослідження свідчать про те, що цементні, мінералізовані тканини, які вирівнюють поверхню коренів зубів, демонструють щорічні закономірності осадження.
Судові стоматологи відповідають за шість основних областей практики:
- ідентифікація знайдених людських решток
- ідентифікація масових смертельних випадках
- оцінка слідів укусів
- оцінка випадків знущань (над дітьми, над людьми похилого віку чи подружнього знущання)
- цивільні справи, пов'язані із зловживанням службовим положенням
- оцінка віку